# Cyperus kerstenii
Cyperus kerstenii är en halvgräsart som beskrevs av Johann Otto Boeckeler. Cyperus kerstenii ingår i släktet papyrusar, och familjen halvgräs. IUCN kategoriserar arten globalt som livskraftig. Inga underarter finns listade i Catalogue of Life.